# Σ̓
Cette page contient des caractères spéciaux ou non latins. S’ils s’affichent mal (▯, ?, etc.), consultez la page d’aide Unicode.
Le sigma esprit doux, σ̓, est une lettre grecque additionnelle utilisée dans l’écriture du tsakonien par certains auteurs.

## Utilisation
Thanasis Costakis et d’autres auteurs utilisent le sigma esprit doux dans le digramme ‹ τσ̓ › en tsakonien pour transcrire une consonne affriquée alvéolaire sourde éjective [tsʼ], par exemple dans ‹ αὐλάτσ̓ι › « canal ».

## Représentations informatiques
Le sigma esprit doux peut être représente avec les caractères Unicode suivants (grec et copte, diacritiques):
| formes    | représentations | chaînes de caractères | points de code | descriptions                                                |
| --------- | --------------- | --------------------- | -------------- | ----------------------------------------------------------- |
| capitale  | Σ̓               | Σ◌̓                    | U+03A3 U+0313  | lettre majuscule grecque sigma diacritique virgule suscrite |
| minuscule | σ̓               | σ◌̓                    | U+03C3 U+0313  | lettre minuscule grecque sigma diacritique virgule suscrite |